# Pantaleón Henríquez Bernal
 Pantaleón Henríquez Bernal  (La Villa de Los Santos, 4 de enero de 1915 - 11 de junio de 2002, Ciudad de Panamá), fue un político y periodista panameño reconocido principalmente por su actividad en el periodismo radiofónico.

## Biografía

### Periodista
Graduado perito mercantil en 1933, realizó estudios de Derecho que no llegó a finalizar. En 1940 se inició en el periodismo radiofónico dirigiendo el programa "El Relator".
Colaboró en las emisoras de radio "La voz de Panamá" y  "Radio Teatro Estrella" como periodista de noticieros. Fue muy popular por su seudónimo "Pe Hache Be", firmando así la columna en prensa "Relatando", de crónica social y por su programa radiofónico "Pe-Hache-Be comenta", en el que realizaba análisis políticos y sociales.
Fue presidente del Sindicato de Periodistas de Panamá y de la Asociación Nacional de Locutores.

### Político
En 1951, durante la segunda legislatura como presidente de Arnulfo Arias Madrid, fue embajador de Panamá en San José (Costa Rica) ocupando, a su regreso, la alcaldía del distrito capital.
Fue diputado por el Partido Revolucionario Auténtico de Arnulfo Arias en la Asamblea Nacional durante el período 1948-1952, ejerciendo también como Secretario General de la Sociedad de santeños, residentes en la capital de la República, al tiempo que desarrollaba su profesión periodística como columnista en los periódicos propiedad de Harmodio Arias Madrid, hermano mayor de Arnulfo.
Ejerció como secretario general de la Asamblea Nacional en 1965 y fue subdirector de la Oficina Central de Información del Estado en 1969.

### Relaciones públicas
Entre 1957 y 1960 ejerció como director de la Oficina de Información y Relaciones públicas del Banco de Desarrollo Agropecuario, y de 1980 a 1992 fue director de Información y Relaciones Públicas de la Federación de Cooperativas de Ahorro y Crédito de Panamá (FEDPA). También fue Jefe de relaciones públicas en el Ministerio de Comercio e Industrias, Presidente de la Asociación Panameña de Profesionales de las Relaciones Públicas y director general de la Feria Internacional de Azuero, en cuyo recinto de la Villa de Los Santos preside desde 2007 un busto dedicado a su figura realizado por el pintor y escultor Deny Caballero como homenaje a su desempeño en la institución.

### Escritor
Ganador del Premio literario Ricardo Miró en 1986 con la obra Cuentos de acá y de allá, en 2000 la Facultad de Comunicación Social de la Universidad de Panamá le otorgó el título oficial de periodismo y la Universidad de la Paz de Panamá le concedió la Licenciatura Honoris Causa en Comunicación Social, por sus altos méritos periodísticos. En 2001 recibió la condecoración en grado de Caballero de la Orden de Vasco Núñez de Balboa.
Falleció el 11 de junio de 2002 en Ciudad de Panamá a los 87 años de edad.